# Cratere Larmor
Larmor è un cratere lunare di 99,49 km situato nella parte nord-orientale della faccia nascosta della Luna.
Il cratere è dedicato al fisico britannico Joseph Larmor.

## Crateri correlati
Alcuni crateri minori situati in prossimità di Larmor sono convenzionalmente identificati, sulle mappe lunari, attraverso una lettera associata al nome.
| Larmor | Coordinate             | Diametro (in km) |
| ------ | ---------------------- | ---------------- |
| K      | 29°49′12″N 178°57′36″W | 23,38            |
| Q      | 28°40′12″N 176°19′12″E | 22,96            |
| W      | 33°44′24″N 177°41′24″E | 30,31            |
| Z      | 33°34′48″N 179°33′00″W | 49,37            |